# Fritz (Getränkemarke)
Fritz (Eigenschreibweise in Kleinbuchstaben fritz) ist eine eingetragene Getränkemarke der fritz-kola GmbH mit Firmensitz in Hamburg, unter der seit 2003 verschiedene Erfrischungsgetränke vertrieben werden. Die Getränke werden in Lohnbrauereien produziert. 

## Unternehmensgeschichte
Im Frühjahr 2002 schufen die damaligen Studenten Lorenz Hampl und Mirco Wolf Wiegert, auf der Suche nach einer Idee für eine selbständige Berufstätigkeit, ein neues Colagetränk. Die Rezeptur für ihre Cola „für Erwachsene, weniger süß, dafür mit ordentlich viel Koffein“ ließen sie von einem Lebensmittelfachmann entwickeln. Sie tauften das Getränk „Fritz-Kola“, weil sie das für einen „feinen norddeutschen Namen“ hielten, und ließen von einer Brauerei die erste Produktionsmenge herstellen und abfüllen. Das schwarzweiße Unternehmenslogo für die Flaschen gestalteten Hampl und Wiegert selbst, wobei sie zur Vermeidung von etwaigen Urheberrechtsproblemen „einfach ihre beiden Köpfe“ als Signet verwendeten. Im November 2002 meldeten sie den Schriftzug „fritz-kola“ zusammen mit den beiden Köpfen als Wort-Bildmarke an.
Im Februar 2003 gründeten sie die Fritz-Kola Hampl und Wiegert GbR und vertrieben ihr Cola-Getränk zunächst im Direktverkauf an die Gastronomie. 2004 nahmen sie Frucht-Limonaden in ihr Angebot auf, und ab 2005/2006 fand ihr Getränkeangebot Aufnahme beim Getränkefachgroßhandel. 2008 wurde die Fritz-Kola GmbH mit Sitz in Hamburg gegründet mit Hampl und Wiegert als Geschäftsführern. Die GmbH koordiniert Produktion, Marketing und Verkauf, wobei die Getränke von Lohnbrauereien in Wagenfeld (Niedersachsen), Güstrow (Mecklenburg-Vorpommern), Sersheim (Baden-Württemberg), Eilenburg (Sachsen) und Bamberg (Bayern) produziert und sowohl über den Getränkefachgroßhandel als auch direkt an die Gastronomie vertrieben werden.
Das Getränk wurde zunächst in und um Hamburg, später auch in anderen deutschen Städten verkauft. Mittlerweile ist es in weiten Teilen Deutschlands erhältlich, die Gastronomie ist dabei vor dem Lebensmitteleinzelhandel der Hauptvertriebsweg. Seit 2006 wird Fritz-Kola auch außerhalb Deutschlands vertrieben, die Unternehmenswebsite nennt unter anderem Clubs, Bars und andere Bezugsquellen wie Getränkehändler und Distributoren in den Niederlanden, Österreich, der Schweiz und in Spanien (Stand 2010).

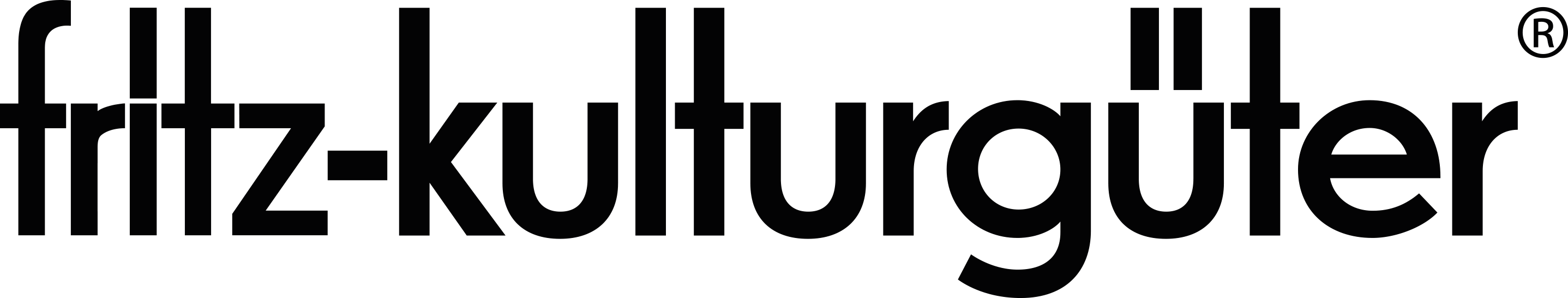
Firmenlogo vom September 2014 bis April 2024

Gemäß einem FAZ-Bericht vom Mai 2009 nannten Hampl und Wiegert zu Fragen nach Abfüllmenge und Umsatzhöhe keine genauen Zahlen, sondern gaben lediglich an, dass sie bei den jährlich abgefüllten Flaschen die Millionengrenze schon länger überschritten hätten und dass sich Absatz und Umsatz jedes Jahr verdoppelten. Die Firma hat einen Jahresumsatz von 44,5 Millionen Euro (Stand Ende 2016). Der Jahresüberschuss im Geschäftsjahr 2017 vom 1. Januar bis 31. Dezember 2017 betrug 4,8 Millionen Euro. Der Firmensitz befindet sich in der ehemaligen Colgate-Fabrik in Hamburg-Billbrook.
2016 verkaufte Hampl seine Anteile am Unternehmen an Wiegert. Dirk Lütvogt und Florian Rehm von Jägermeister wurden hierzu von Mirco Wolf Wiegert als Investoren an Bord geholt. Im August 2017 wurde das Unternehmen außerdem um Winfried Rübesam als zusätzlichen Geschäftsführer erweitert, welcher ab 2023 durch Florian Weins ersetzt wurde. Im März 2024 erfolgte ein Design Relaunch, das das bisherige Logo verändert, zudem trägt auch die Gesellschaft seit April 2024 wieder ihren Gründungsnamen fritz-kola GmbH, nachdem sie aufgrund der Expansion mit Limonaden sich im September 2014 in Fritz-Kulturgüter GmbH umbenannt hatte.
Zum 1. Januar 2025 eröffnete das Unternehmen eine Abfüllanlage in Belgien. Diese wird von einer Tochtergesellschaft in Zusammenarbeit mit Konings Juices und Drinks BV betrieben.

## Marketing

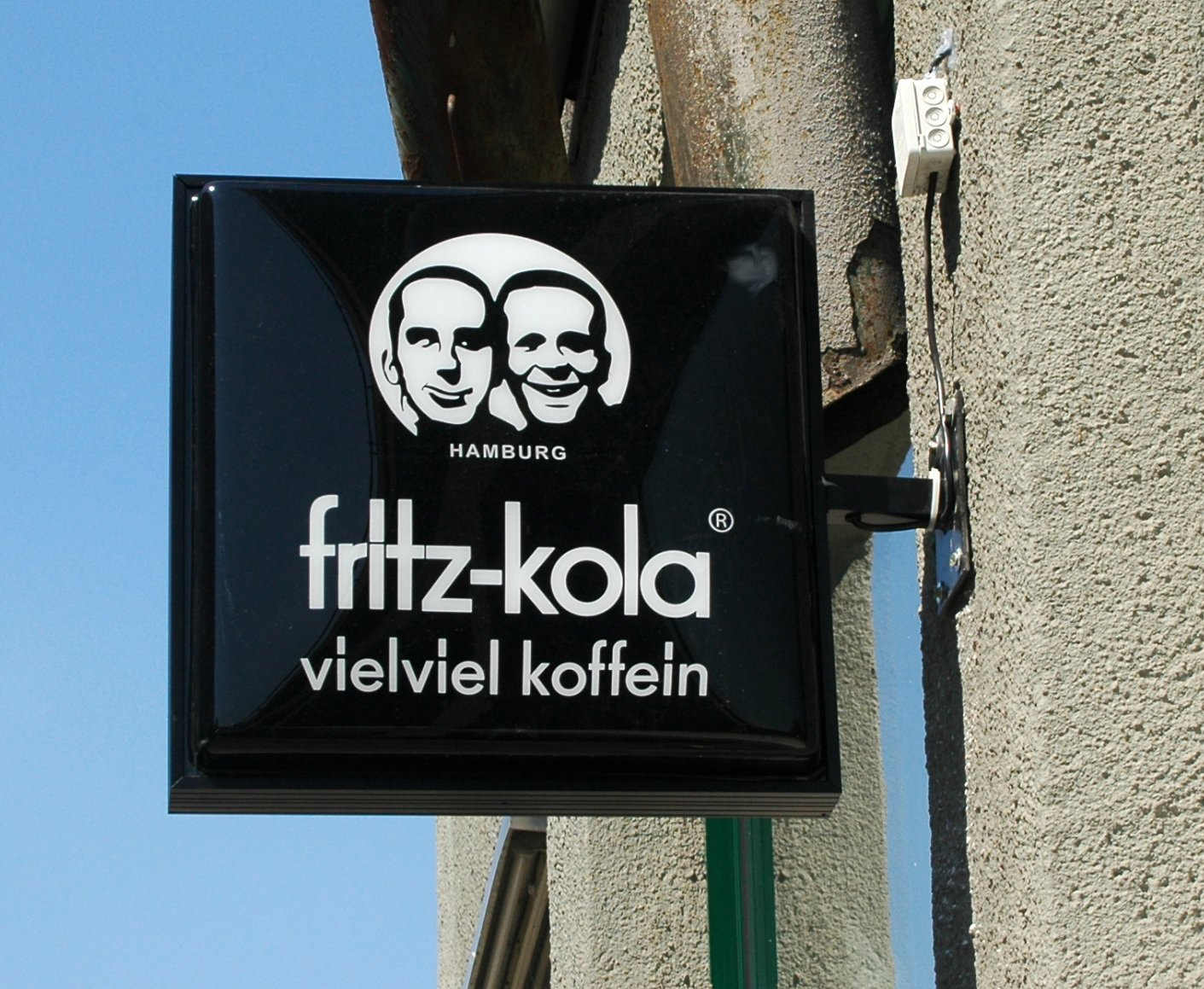
Fritz-Kola-Werbeschild in Duisburg

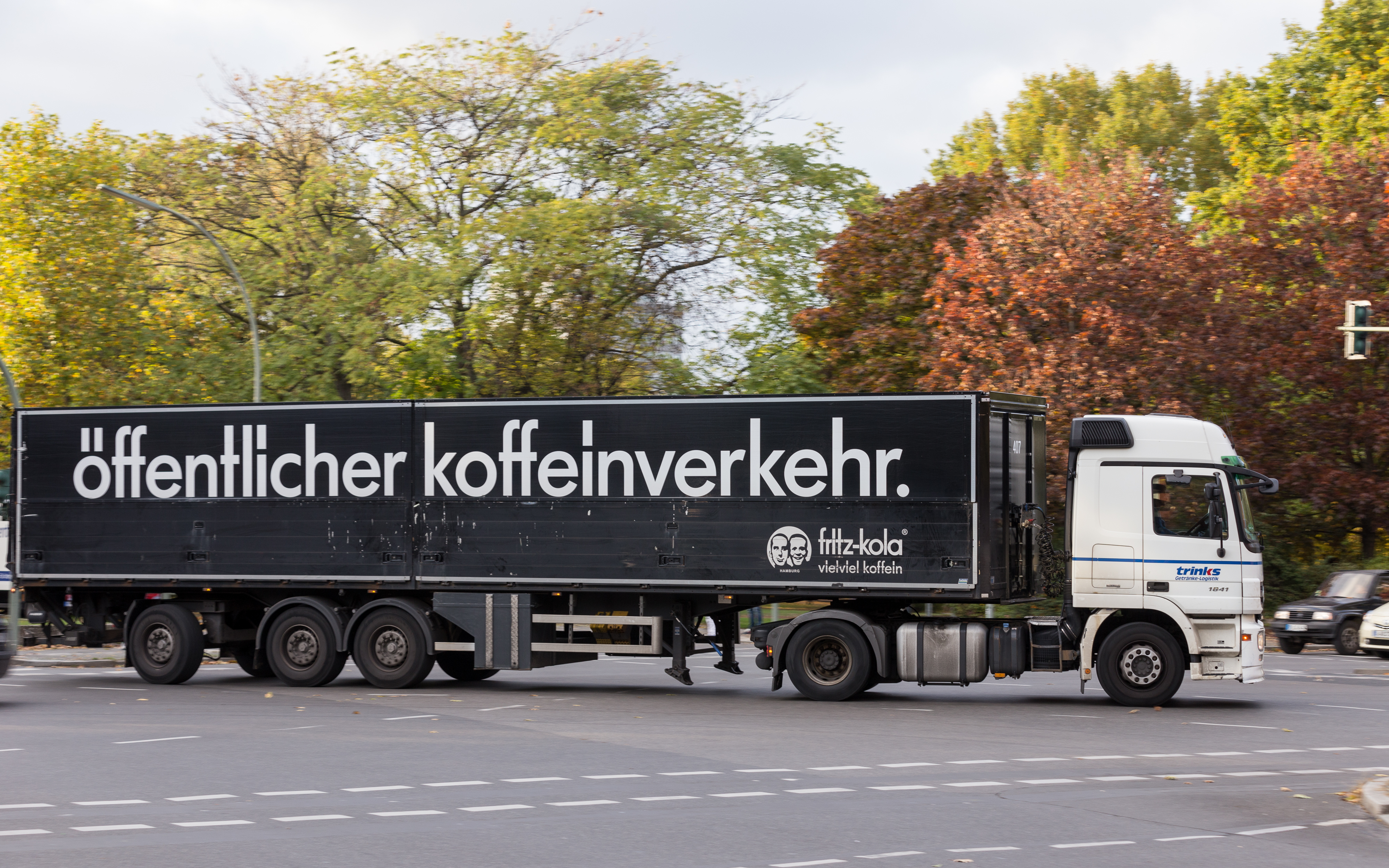
Fritz-Kola-Lastwagen, Getränke-Logistik in Berlin

Hampl und Wiegert wollten mit ihrer Fritz-Kola „der ‚Allerwelts-Cola‘ eine kräftigere Cola entgegensetzen und die Cola-Monopole als unabhängiges Unternehmen angreifen“. Bereits 2005 erklärten sie: „Wir wollen das Cola-Monopol brechen.“ Eine Werbekampagne mit einem Plakat, auf dem Coca-Cola ausgekippt wird, nahmen sie indes zurück. Der Coca-Cola-Konzern drohte mit dem Anwalt, Hampl und Wiegert scheuten einen Rechtsstreit und ließen die Plakate wieder abhängen.

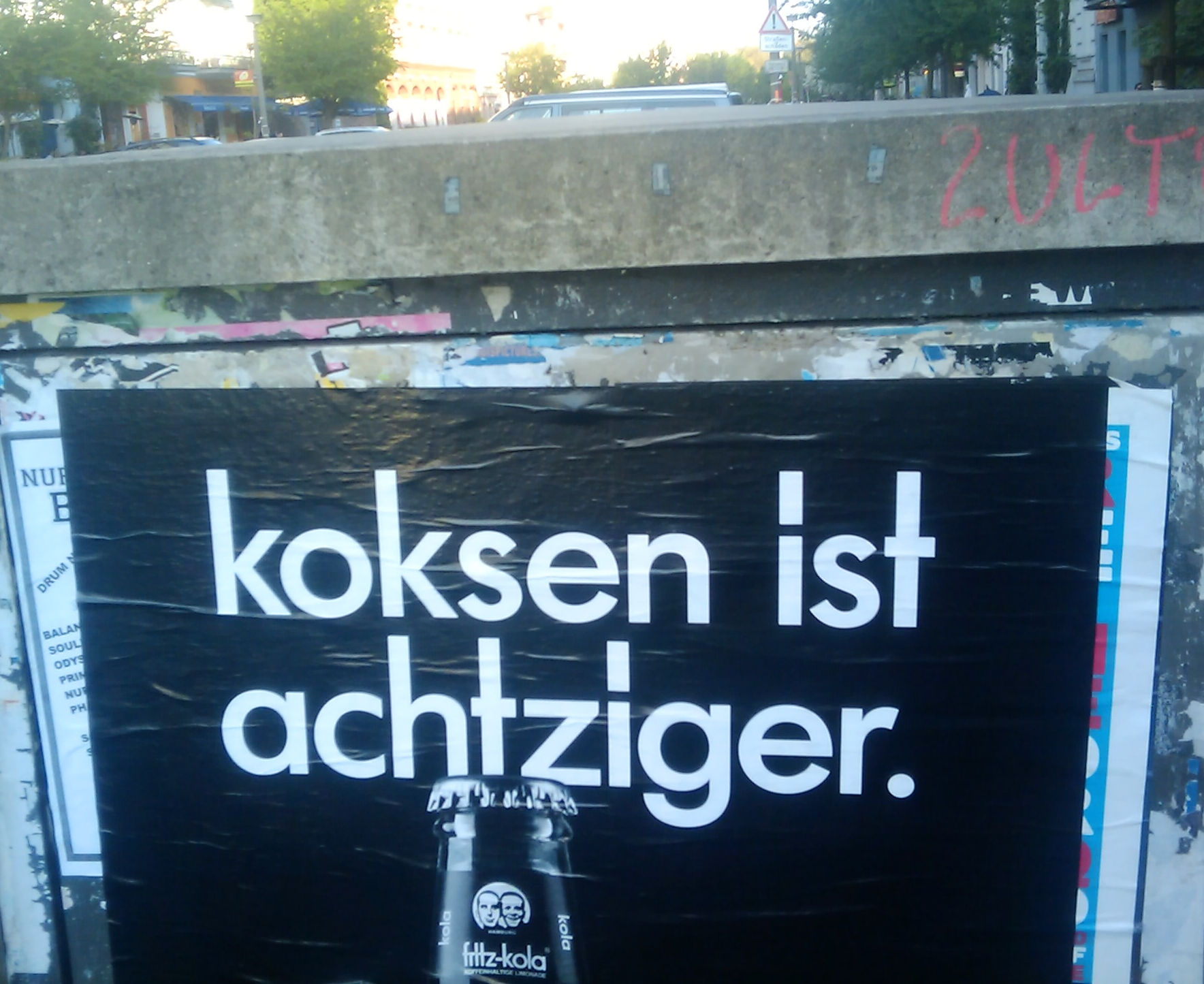
Plakatwerbung mit Slogan (2009)

Zwei Fritz-Kola-Plakatmotive der Agentur Red Rabbit wurden 2008 beim Cannes-Festival auf die Shortlist Outdoor gesetzt. Weniger Anklang in der Fachwelt fand 2006 eine Anzeige, die einen Mann mit Pferdekopf beim Sex mit einer Frau zeigte; von der Zeitschrift Horizont wurde sie als „Flop der Woche“ bezeichnet. Die Radiokampagne „Drei Tage wach“ stand 2009 im Finale des Kreativpreises Amboss.
Die Markteinführung von Fritz-Kola erfolgte 2003 im Zuge eines Retro-Trends und der Rückbesinnung auf Marken mit regionalem Bezug, welcher auch Afri-Cola zu einem Revival verhalf. Gerade in Märkten, die fast vollständig durch große internationale Konzerne beherrscht werden – so wie der Cola-Markt in der Hand von Coca-Cola und Pepsi – kann eine solche Marktlücken-Strategie nach dem „Asterix-Prinzip“ funktionieren, erläutert der Wirtschafts- und Fernsehjournalist Michael Opoczynski: „Dafür gilt Fritz-Kola als Beispiel. Die angesprochene Zielgruppe sind auf Individualität bedachte Konsumenten.“ Im April 2009 befand die Allgemeine Hotel- und Gastronomie-Zeitung in einer Nachschau zur Internorga 2009 und einem Ausblick auf die Saison: „Fritz-Kola mausert sich immer mehr zur Kultmarke.“

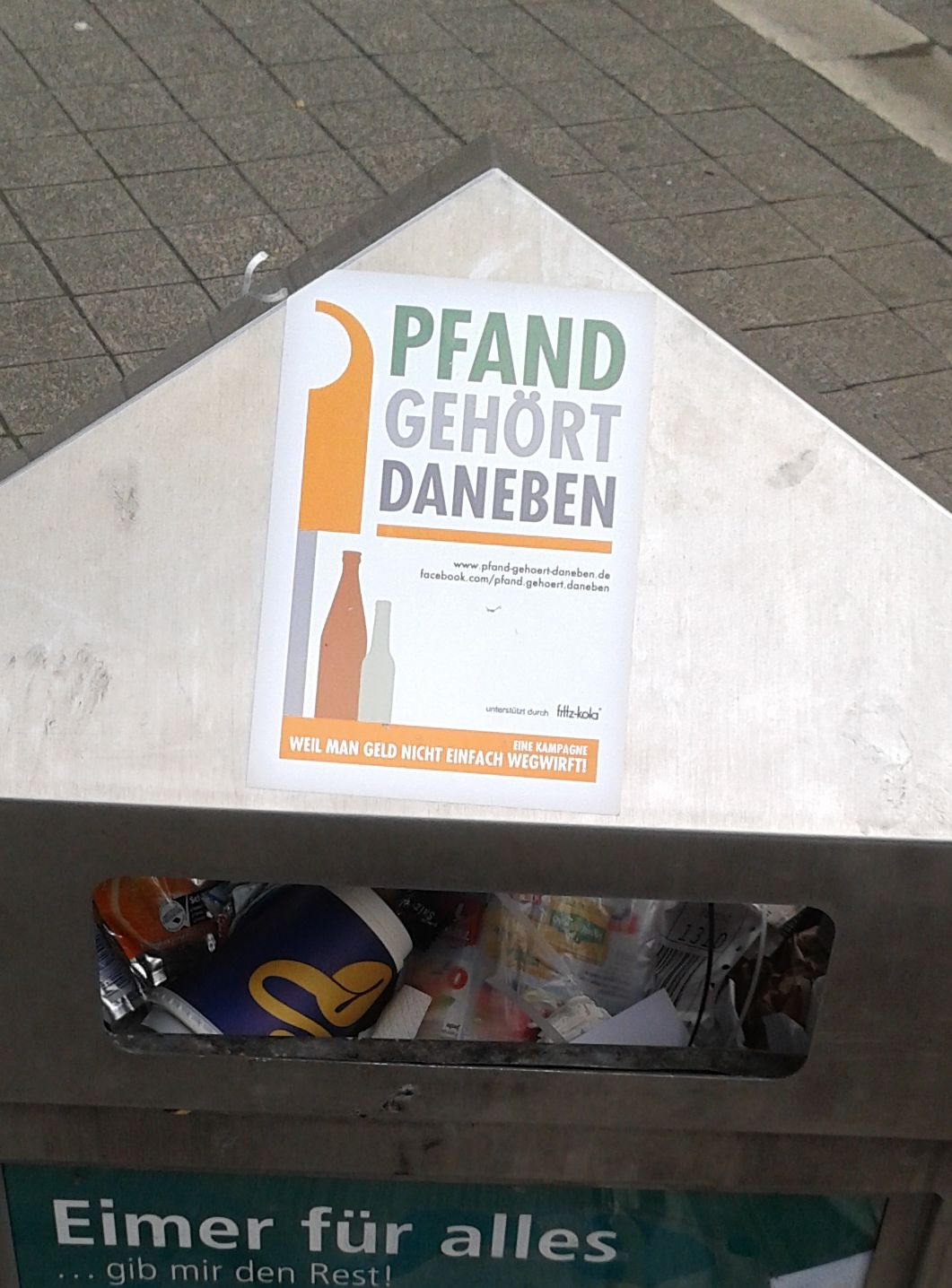
Aufkleber der Kampagne Pfand gehört daneben mit fritz-kola-Schriftzug

Der Erfolg von Fritz-Kola war Teil einer Marktentwicklung im deutschen Softdrink-Sektor, bei der große Marken stagnieren und regionale Produkte Marktanteile gewinnen. Bei den Cola-Getränken betrifft dies neben fritz-kola noch Vita Cola, Premium Cola und Schorschi Cola.
Im Januar 2025 startete Fritz-Kola eine Werbekampagne um auf den Zusammenhang der konsumierten Menge an kohlensäurehaltigen Softdrinks und der gekauften Gebinde-Größe aufmerksam zu machen. Das Unternehmen machte dies an einer eigens beim Marktforschungsinstitut Yougov beauftragten Untersuchung fest.

### Gesellschaftspolitische Positionierung
Fritz-Kola nutzt ihre Werbekampagnen oft auch für politische Statements. So veröffentlichte der Konzern etwa im Juni 2020 auf seiner Facebook-Seite eine Werbeillustration, die zeigt, wie der US-amerikanische Präsident Donald Trump mit einer kanonenförmigen Fritz-Kola-Flasche geknebelt zum Mond geschossen wird. In anderen Beiträgen stellt sich das Unternehmen gegen Rassismus, Rechtsextremismus und Populismus und unterstützt in diesem Rahmen auch die Bundesinitiative Exit-Deutschland.
Seit 2015 führt die Fritz-Kulturgüter GmbH die Initiative „Pfand Gehört Daneben“ weiter, die von ihrem Gründer Matthias Gomille aus Zeitgründen abgegeben wurde. Fritz-Kola profiliert sich darüber hinaus als Verfechter von Glasflaschen und organisiert regelmäßig Aktionen gegen den steigenden Plastikkonsum.

## Inhaltsstoffe
Fritz-Kola hat einen Koffeingehalt von 25 mg Koffein pro 100 ml. Dies ist erheblich höher als bei den Marktführern im Cola-Marktsegment, Coca-Cola und Pepsi-Cola mit 10 mg/100 ml (gewöhnlicher Filterkaffee hat einen Koffeingehalt von ca. 64 bis 96 mg/100 ml). Zudem hat Fritz-Kola einen deutlichen Zitronengeschmack. Aus gesundheitlicher Sicht stößt der hohe Koffeingehalt des Fritz-Kola-Getränks teils auf Kritik. Fritz-Kola enthält nur unbedeutend weniger Kohlenhydrate, d. h. Zucker, als der Marktführer Coca-Cola in seinem Colagetränk.
- Fritz-Kola
  - Nährwertangaben pro 100 g Fritz-Kola: 179 kJ (= 42 kcal) Brennwert / 11 g Kohlenhydrate / 0,002 g Natrium / 25 mg Koffein
  - Inhaltsstoffe: Wasser, Zucker, Kohlensäure, Farbstoff Ammonsulfit-Zuckerkulör E150d, Säuerungsmittel Phosphorsäure E338, Koffein, natürliches Aroma[38]
- Fritz-Kola Bio
  - Nährwertangaben pro 100 g Fritz-Kola: 168 kJ (= 40 kcal) Brennwert / 9,9 g Kohlenhydrate / 25 mg Koffein
  - Inhaltsstoffe: Wasser, Rübenzucker, Zitronensaftkonzentrat, Karamellzuckersirup, koffeinhaltiger Extrakt aus Arabica-Kaffeebohnen, natürliches Citrus-Gewürz-Aroma (Limette, Bourbon-Vanille, Ceylon-Zimt, Ingwer, Bergamotte, Nelke, Kardamom)[39]

## Produkte
Fritz-Produkte werden ausschließlich in Glasflaschen als Mehrwegflaschen abgefüllt. Neben Fritz-Kola gibt es weitere Kolas, Limonaden unter dem Markennamen „Fritz-Limo“, eine Kola-Limonaden-Mischung „Mischmasch“ sowie Schorle-Produkte als „Fritz-Spritz“. 2018 wurde die Variante „grün & gerecht“ eingeführt, die später zu „Fritz-Kola Bio“ umbenannt wurde. Diese besteht aus vollständig bio-zertifizierten Zutaten, der Zucker wird zudem nach Fairtrade-Standard gehandelt. Alle Varianten werden in 0,33-Liter-Flaschen verkauft. Daneben gibt es einige auch in einer eigenen 0,2-Liter-Gastronomieflasche und seit 2014 in einer 0,5-Liter-Flasche mit Schraubverschluss.
Auch die Anjola-Limonaden sind seit 2013 bzw. der Markteinführung 2015 Produkte der Fritz-Kulturgüter GmbH.